# Фишер, Килиан
Килиан Фишер (нем. Kilian Fischer; 12 октября 2000, Мильтенберг) — немецкий футболист, защитник клуба «Вольфсбург».

## Клубная карьера
Килиан Фишер является воспитанником футбольной академии клуба «Мюнхен 1860», где он в дальнейшем играл во втором составе в Региональной лиге.
Летом 2021 футболист присоединился к клубу Второй Бундеслиги «Нюрнберг». В клубе он провел один сезон, параллельно с этим играя за второй состав «Нюрнберга». Летом 2022 года Фишер перешёл в клуб Бундеслиги «Вольфсбург», с которым подписал пятилетний договор. Первую игру в высшем дивизионе футболист провел в октябре 2022, когда вышел на замену во втором тайме матча против «Бохума».

## Карьера в сборной
С 2022 Килиан Фишер вызывается на матчи молодежной сборной Германии.